# Сей Салусций Макрин
Луций Сей Салусций Херений Макрин (на латински: Seius Sallustius; Lucius Seius Herennius Sallustius; † 227 г.) e римски узурпатор през 227 г. Вероятно се казва Гней Салусций Макрин (или Макриан).
Син е на Сей (* 155 г.) и съпругата му Херения Орбиана (* 160 г.) и брат на Сея Фусцинила (* 185 г.). По баща е внук на Публий Сей Фусциан, (суфектконсул 188 г.).
Неговата дъщеря Салусция Орбиана се омъжва през 225 г. за 17-годишния император Александър Север по избор на майка му Юлия Мамея. Бракът е бездетен. През 227 г., по настояване на майка му, те се развеждат.
Салусций се опитва през 227 г. с помощта на преторианската гвардия да отстрани Мамея и като свекър да поеме контрола над несамостоятелния император. Този опит е неуспешен, Салусций е арестуван и убит. Орбиана, която носи титлата Августа, е заточена в Либия.